# فینال جام در جام اروپا ۱۹۶۱
فینال جام در جام اروپا ۱۹۶۱، رقابت پایانی جام در جام اروپا در سال ۱۹۶۱ میلادی است که مابین دو تیم باشگاه فوتبال فیورنتینا و باشگاه فوتبال رنجرز برگزار شده‌است.
این مسابقه که به صورت رفت و برگشت در تاریخ‌های ۲۶ مه ۱۹۶۱ و ۲۷ مه ۱۹۶۱ انجام شده‌است در مجموع با نتیجه ۳ بر ۱ به سود تیم باشگاه فوتبال فیورنتینا به پایان رسید.